# Цагерский муниципалитет
Цагерский муниципалитет (груз. ცაგერის მუნიციპალიტეტი cageris municipʼalitʼetʼi) — муниципалитет в Грузии, входящий в состав края Рача-Лечхуми и Нижняя Сванетия. Находится на северо-западе Грузии, на территории исторической области Лечхуми. Административный центр — Цагери.

## История
Цагерский район был образован в 1929 году в составе Кутаисского округа, с 1930 года в прямом подчинении Грузинской ССР. В 1951—1953 годах входил в состав Кутаисской области.

## Население
По состоянию на 1 января 2018 года численность населения муниципалитета составила 9387 жителей, на 1 января 2014 года — 15,3 тыс. жителей.
Согласно переписи 2002 года население района (муниципалитета) составило 16 622 чел. По оценке на 1 января 2008 года — 15,7 тыс. чел.
| Грузины       | 16 539 | 99,50 %  |
| Русские       | 29     | 0,17 %   |
| Азербайджанцы | 22     | 0,13 %   |
| Абхазы        | 10     | 0,06 %   |
| Армяне        | 6      | 0,04 %   |
| Осетины       | 5      | 0,03 %   |
| всего         | 16 622 | 100,00 % |

| Грузины | 10 370 | 99,84 %  |
| Русские | 8      | 0,08 %   |
| другие  | 9      | 0,09 %   |
| всего   | 10 387 | 100,00 % |

## Административное деление
Территория муниципалитета разделена на 19 сакребуло:
- 1 городское (kalakis) сакребуло:
- 0 поселковых (dabis) сакребуло:
- 18 общинных (temis) сакребуло:
- 0 деревенских (soplis) сакребуло:

## Список населённых пунктов
В состав муниципалитета входит 59 населённых пунктов, в том числе 1 город.
- Цагери (груз. ცაგერი)
- Алпана (груз. ალპანა)
- Ачара (груз. აჭარა)
- Барднала (груз. ბარდნალა)
- Гагулечи (груз. გაგულეჩი)
- Гвесо (груз. გვესო)
- Гу (груз. ღუ)
- Дехвири (груз. დეხვირი)
- Догураши (груз. დოღურაში)
- Зарагула (груз. ზარაგულა)
- Зеда-Агви (груз. ზედა აღვი)
- Зеда-Гвириши (груз. ზედა ღვირიში)
- Зеда-Лухвано (груз. ზედა ლუხვანო)
- Зеда-Саирме (груз. ზედა საირმე)
- Зогиши (груз. ზოგიში)
- Зуби (груз. ზუბი)
- Исундери (груз. ისუნდერი)
- Кведа-Агви (груз. ქვედა აღვი)
- Кведа-Гвириши (груз. ქვედა ღვირიში)
- Кведа-Лухвано (груз. ქვედა ლუხვანო)
- Кведа-Саирме (груз. ქვედა საირმე)
- Кведа-Цагери (груз. ქვედა ცაგერი)
- Кенаши (груз. კენაში)
- Корениши (груз. ქორენიში)
- Кулбаки (груз. ქულბაქი)
- Курцоби (груз. კურცობი)
- Ладжана (груз. ლაჯანა)
- Лайлаши (груз. ლაილაში)
- Ларчвали (груз. ლარჩვალი)
- Ласуриаши (груз. ლასურიაში)
- Ласхана (груз. ლასხანა)
- Лахепа (груз. ლახეფა)
- Лацориа (груз. ლაცორია)
- Лесинди (груз. ლესინდი)
- Лешкеда (груз. ლეშკედა)
- Махаши (груз. მახაში)
- Махура (груз. მახურა)
- Накуралеши (груз. ნაკურალეში)
- Наспери (груз. ნასპერი)
- Окуреши (груз. ოყურეში)
- Опитара (груз. ოფიტარა)
- Орбели (груз. ორბელი)
- Орхви (груз. ორხვი)
- Санорчи (груз. სანორჩი)
- Спатагори (груз. სპათაგორი)
- Сурмуши (груз. სურმუში)
- Табори (груз. თაბორი)
- Твиши (груз. ტვიში)
- Усахело (груз. უსახელო)
- Уцхери (груз. უცხერი)
- Ходжи (груз. ხოჯი)
- Цагера (груз. ცაგერა)
- Циламиери (груз. წილამიერი)
- Циперчи (груз. წიფერჩი)
- Цхукушери (груз. ცხუკუშერი)
- Чалистави (груз. ჭალისთავი)
- Чкуми (груз. ჩქუმი)
- Чхутели (груз. ჩხუტელი)
- Шуа-Агви (груз. შუა აღვი)